# Mango TV
 {{không nổi bật}}
Mango TV (芒果 TV, Mángguǒ TV; MGTV) là một doanh nghiệp Internet Trung Quốc điều hành bởi tập đoàn Mgtv.com, một công ty con của Mango Excellent Media. Mango TV được thành lập vào ngày 26 tháng 5 năm 2006, chuyên cung cấp phim truyền hình và các tác phẩm điện ảnh độc quyền từ Hệ thống phát thanh truyền hình Hồ Nam và Hồ Nam TV. Trụ sở chính hiện tại của công ty được đặt tại Thành phố Văn hóa Điện ảnh & Truyền hình Golden Eagle, Trường Sa, Hồ Nam, Trung Quốc. Mango TV mang đến cho khán giả nhiều nội dung đa dạng bao gồm phim điện ảnh, phim truyền hình, ca nhạc, hoạt hình và giải trí. Tính đến năm 2016, nội dung từ Truyền hình vệ tinh Hồ Nam chiếm 38% trong tất cả những gì Mango TV đã sản xuất.